# Чехословакия на зимних Олимпийских играх 1924
Чехословакия принимала участие в Зимних Олимпийских играх 1924 года в Шамони (Франция), но не завоевала ни одной медали.

## Состав и результаты олимпийской сборной Чехословакии

### Лыжное двоеборье
Спортсменов — 2
| Соревнование              | Спортсмены        | Прыжки с трамплина | Прыжки с трамплина | Прыжки с трамплина | Прыжки с трамплина | Прыжки с трамплина | Прыжки с трамплина | Прыжки с трамплина | Прыжки с трамплина | Лыжная гонка | Лыжная гонка | Лыжная гонка | Итог   | Итог  |
| Соревнование              | Спортсмены        | 1 прыжок           | 1 прыжок           | 1 прыжок           | 2 прыжок           | 2 прыжок           | 2 прыжок           | Итог               | Итог               | Лыжная гонка | Лыжная гонка | Лыжная гонка | Итог   | Итог  |
| Соревнование              | Спортсмены        | Дистанция          | Очки               | Место              | Дистанция          | Очки               | Место              | Очки               | Место              | Время        | Очки         | Место        | Очки   | Место |
| ------------------------- | ----------------- | ------------------ | ------------------ | ------------------ | ------------------ | ------------------ | ------------------ | ------------------ | ------------------ | ------------ | ------------ | ------------ | ------ | ----- |
| Индивидуальное первенство | Йозеф Адольф      | 32,5 м             | 12,291             | 19                 | 34,5 м             | 13,541             | 19                 | 12,916             | 18                 | 1:25:29      | 14,625       | 5            | 13,771 | 6     |
| Индивидуальное первенство | Вальтер Бухбергер | 40,5 м             | 16,125             | 8                  | 39,5 м             | 16,375             | 10                 | 16,250             | 9                  | 1:32:32      | 11,000       | 7            | 13,625 | 7     |